# Charles Spencer (3. hrabia Sunderland)
Charles Spencer, trzeci earl Sunderland (ur. 1674, zm. 19 kwietnia 1722 w Londynie) – angielski polityk.
Ożenił się z Anną Churchill, córką księcia Malborough w 1700; było to drugie małżeństwo Spencera i znacznie podniosło jego status. Jeden z pięciu członków partii Wigów, zwanych juntą z powodu wielkiego wpływu na rząd w latach 1708-1710, jeden z wysłanników negocjujących warunki unii ze Szkocją. Piastował liczne funkcje państwowe. Przeciwnik Roberta Walpole’a. Śmierć Sunderlanda w roku 1722 umożliwiła Walpole'owi i jego szwagrowi Charlesowi Tonwshendowi przejęcie władzy.